# Смит, Кэлвин-младший (1987)
Кэлвин Смит-младший (англ. Calvin Smith Jr.; род. 10 декабря 1987, Лутц, Флорида, США) — американский легкоатлет, специализирующийся в беге на 400 метров. Трёхкратный чемпион мира в помещении (2012, 2014, 2016) в эстафете 4×400 метров. Экс-рекордсмен мира в помещении в эстафете 4×400 метров. Сын бывшего рекордсмена мира в беге на 100 метров Кэлвина Смита (старшего).

## Биография
Родился и вырос в семье Кэлвина Смита — олимпийского чемпиона 1984 года в эстафете 4×100 метров, трёхкратного чемпиона мира, экс-рекордсмена мира на дистанции 100 метров (9,93, 1983 год). Почти всё своё детство Смит-младший провёл на стадионе среди сильнейших спринтеров планеты, поэтому неудивительно, что он пошёл по стопам отца и также стал легкоатлетом.
Впервые заявил о себе в 2008 году, когда в 20 лет стал пятым на олимпийском отборе в беге на 400 метров и поехал в составе сборной США на Игры в Пекин. В столице Китая выступить ему не довелось: Кэлвин остался запасным в эстафете 4×400 метров. На тот момент он уже два года, как был студентом Флоридского университета и являлся одним из лидеров команды на дистанции 400 метров. В выпускной 2010 год установил личные рекорды в помещении и на открытых стадионах: 45,61 и 44,81 соответственно.
В 2012 году стал вторым на зимнем национальном первенстве и отобрался на чемпионат мира в помещении. В индивидуальном виде дошёл до полуфинала, а в эстафете 4×400 метров, выступая на втором этапе, стал чемпионом мира.
Спустя два года на следующем зимнем первенстве мира в польском Сопоте повторил золотой успех в эстафете: вместе с Кайлом Клемонсом, Дэвидом Вербургом и Кайндом Батлером установил новый мировой рекорд — 3.02,13.
В 2016 году в третий раз подряд был в составе четвёрки, которая завоевала золотые медали на чемпионате мира в помещении: до мирового рекорда на этот раз не хватило всего 0,32 секунды.

## Основные результаты
| Год  | Турнир                       | Место проведения | Дисциплина       | Место      | Результат |
| ---- | ---------------------------- | ---------------- | ---------------- | ---------- | --------- |
| 2006 | Чемпионат мира среди юниоров | Пекин, Китай     | 200 м            | 15-е (1/2) | 21,46     |
| 2006 | Чемпионат мира среди юниоров | Пекин, Китай     | эстафета 4×400 м | 4-е (заб.) | 3.06,07   |
| 2012 | Чемпионат мира в помещении   | Стамбул, Турция  | 400 м            | 12-е (1/2) | 47,09     |
| 2012 | Чемпионат мира в помещении   | Стамбул, Турция  | эстафета 4×400 м | 1-е        | 3.03,94   |
| 2014 | Чемпионат мира в помещении   | Сопот, Польша    | эстафета 4×400 м | 1-е        | 3.02,13   |
| 2016 | Чемпионат мира в помещении   | Портленд, США    | эстафета 4×400 м | 1-е        | 3.02,45   |